# La Revoltosa (pel·lícula de 1963)
La revoltosa és una pel·lícula musical espanyola de 1963 dirigida per José Díaz Morales i protagonitzada per Teresa Lorca, Germán Cobos i Antonio Vico. La pel·lícula està basada en La revoltosa una sarsuela de 1897 de Carlos Fernández Shaw i José López Silva, que el director havia convertit anteriorment en una pel·lícula de 1950 La Revoltosa. Va ser rodada en Eastmancolor. Va suposar el debut en el cinema de Mònica Randall.

## Repartiment
- Teresa Lorca - Mari Pepa
- Germán Cobos - Felipe
- Antonio Vico - Don José
- Antonio Almorós - Ulpiano
- Xan das Bolas - Jugador de cartas
- Mercedes Borqué - Planchadora
- Paquito Cano - Atenedoro
- Ricardo Canales - Inspector de policía
- Mònica Randall - Inés
- Antonio Malonda - Muquiqui
- Jesús Puche - Sr. Candelas
- Carmen Porcel - Maestra planchadora
- Julia Pachelo - Doña Casta
- Matilde Muñoz Sampedro - Encarna
- Antonio Riquelme - Tiberio
- Manuel Arbó - Sr. Paco
- Agustín Zaragoza - Elocuente
- Amalia Rodríguez - Gorgonia
- Laly Soldevila - Sole
- Tomás Blanco - Don Leo
- Manolo Gómez Bur - Viruta